# NGC 5829
NGC 5829 је спирална галаксија у сазвежђу Волар која се налази на NGC листи објеката дубоког неба.
Деклинација објекта је + 23° 20' 0" а ректасцензија 15h 2m 42,0s. Привидна величина (магнитуда) објекта NGC 5829 износи 13,1 а фотографска магнитуда 13,8. NGC 5829 је још познат и под ознакама UGC 9673, MCG 4-35-27, CGCG 134-70, ARP 42, HCG 73A, VV 7, PGC 53709.